# Emesopsis
Emesopsis ist eine Gattung tropischer Wanzen (Heteroptera) aus der Familie der Raubwanzen (Reduviidae). Es sind mindestens 22 Arten beschrieben, von denen eine, Emesopsis nubilus, auch in Südeuropa vorkommt. Ein deutscher Name für die Gattung oder die einzelnen Arten ist nicht gebräuchlich.

## Merkmale und Lebensweise
Die Vertreter dieser Gattung haben eine Länge von einigen Millimetern bis etwa einen Zentimeter. Sie bewegen sich, wie generell die Wanzen der Unterfamilie Emesinae, auf ihren Hinter- und Mittelbeinen fort, während die Vorderextremitäten als Fang- und Greifbeine in Funktion sind. Mit ihnen wird die Beute festgehalten, dann mit den Mundwerkzeugen angestochen und weggetragen. Danach wird die Beute ausgesaugt, was eine halbe Stunde dauern kann. Als Nahrung dienen verschiedene Insekten, z. B. Käfer, Wanzen, Zweiflügler und auch Springschwänze.

## Lebensraum und Verbreitung
Die Arten der Gattung Emesopsis werden sowohl in agrarischen als auch in Waldökosystemen gefunden.
Sie kommen ursprünglich wohl nur im tropischen Asien (insbesondere Indien, Thailand, Malaysia, Vietnam, Japan, Neuguinea) und Australien (z. B. E. bunda in Queensland) vor, wo auch heute die mit Abstand größte Artenfülle zu finden ist. Lediglich die Art Emesopsis nubilus findet sich weltweit (pantropisch) in warmen bis heißen Regionen (z. B. auch Spanien, Florida, Hawaii), was vermutlich eine Folge passiver Verschleppung über den Welthandel ist.

## Arten
Folgende Arten sind beschrieben:
- Emesopsis aberrans (Distant, 1909)
- Emesopsis aemula (Horvath, 1914)
- Emesopsis albispinosa Ishikawa & Okajima, 2004
- Emesopsis amoenus Wygodzinsky & Usinger, 1960
- Emesopsis bellulus Wygodzinsky & Usinger, 1960
- Emesopsis bunda Wygodzinsky, 1956
- Emesopsis decoris Wygodzinsky & Usinger, 1960
- Emesopsis gaius McAtee & Malloch, 1926
- Emesopsis gallienus McAtee & Malloch, 1926
- Emesopsis habros Wygodzinsky & Usinger, 1960
- Emesopsis hadrian McAtee & Malloch, 1926
- Emesopsis imbellis (Horvath, 1914)
- Emesopsis longipilosa Ishikawa & Okajima, 2004
- Emesopsis medusa (Kirkaldy, 1908)
- Emesopsis nero McAtee & Malloch, 1926
- Emesopsis nubilus Uhler, 1893
- Emesopsis obsoletus McAtee & Malloch, 1926
- Emesopsis pallidicoxa (Usinger, 1946)
- Emesopsis plagiatus Miller, 1941
- Emesopsis scitulus Wygodzinsky & Usinger, 1960
- Emesopsis spicatus McAtee & Malloch, 1926
- Emesopsis streiti Kovac & Yang, 1995